# لويزة سنبلية كثيفة
لويزة سنبلية كثيفة (الاسم العلمي:Aloysia densispicata) هو نوع نباتي يتبع جنس اللويزة من فصيلة اللويزية.